# Знак отличия «Ветеран военной службы»
Знак отличия Министерства обороны Украины «Ветеран военной службы» (укр. Відзнака Міністерства оборони України «Ветеран військової служби») — ведомственный поощрительный знак отличия Министерства обороны Украины в 1996–2012 годах.
После внедрения в 2013 году новой системы знаков отличия аналогом отличия является медаль «Ветеран службы».

## История
- Награда учреждена приказом Министра обороны Украины от 2 декабря 1996 года № 370 (приказом были утверждены положения о знаке отличия и его описание; в дальнейшем приказом Министра обороны Украины от 30 октября 2000 года № 428 в положение были внесены изменения).
- 30 мая 2012 года Президент Украины В. Ф. Янукович  издал Указ, которым утвердил новое положение о ведомственных поощрительных наградах; министрам, руководителям центральных органов исполнительной власти, руководителям (командующим) военных формирований, государственных правоохранительных органов было поручено обеспечить в установленном порядке пересмотр актов об установлении ведомственных поощрительных знаков отличия, приведение таких актов в соответствие с требованиями этого Указа[2]. С вступлением в силу указа награждение знаком отличия было прекращено[1]. В течение 2012—2013 годов Министерством обороны Украины была разработана новая система поощрительных знаков отличия[3], которая уже не содержала знака отличия «Ветеран военной службы» (ее аналогом стала медаль «Ветеран службы» ).

## Положение о награде
- Знаком отличия «Ветеран военной службы» награждаются военнослужащие Вооружённых Сил Украины, которые имеют высокие показатели в боевой и профессиональной подготовке, проявили самоотверженные действия в защите государственных интересов Украины и её Вооружённых Сил, образцово выполняют военные обязанности, достигли высокой боевой готовности войск при выслуге в Вооружённых Силах 25 и более календарных лет.
- Награждение отличием осуществляется приказами Министра обороны Украины (по личному составу), как правило, к профессиональному празднику и при увольнении в запас или в отставку.
- Вручение наград проводится командирами частей и соединений, руководителями учебных заведений, учреждений Министерства обороны Украины.
- Представление военнослужащих к награждению знаком отличия «Ветеран военной службы» проводится по истечении установленного срока выслуги лет с учетом мнения постоянно действующей аттестационной комиссии. Определённый срок выслуги лет является обязательным, но не единственным критерием к награждению знаком отличия «Ветеран военной службы». Основным критерием к награждению являются конкретные заслуги.
- Лишение награды «Ветеран военной службы» может быть осуществлено министром обороны Украины в связи с обвинительным приговором суда, вступившим в законную силу.
- Награда «Ветеран военной службы» и удостоверение к ней после смерти награждённого остаются в его семье для хранения.

## Описание награды
- Знак отличия Министерства обороны Украины «Ветеран военной службы» изготавливается из белого металла и имеет форму креста из четырёх щитов, наложенного на два скрещенных мечи острием вниз.
- В центре креста в лавровому венку жёлтого металла на синем эмалевом фоне изображения Знака Княжеского Государства Владимира Великого.
- Ниже размещена фигурная лента покрытая белой эмалью с надписью в две строки: «Ветеран військової служби».
- Все изображения и надписи рельефные.
- Размеры креста: 44,5×44,5 мм.
- Крест с помощью ушка и кольца соединяется прямоугольной колодкой белого металла, обтянутой лентой. В нижней части колодки — тонкая металлическая фигурная скобка с закругленным выступом и отверстием посередине для сопряжения колодки со знаком отличия.
- Размер колодки: высота — 42 мм, ширина — 28 мм. При этом размер фигурной скобки: высота — 2 мм, ширина — 30 мм, высота закругленного выступа — 2 мм.
- На обратной стороне колодки — прорези для прикрепления ленты, а также застёжка для крепления награды к одежде.
- Лента знака отличия Министерства обороны Украины «Ветеран военной службы» шёлковая муаровая с продольными полосками: жёлтой 12 мм шириной, двумя синими по 2 мм и двумя голубыми по 6 мм.
- Планка знака отличия «Ветеран военной службы» представляет собой металлическую пластинку, обтянутую лентой. Размер планки: высота — 12 мм, ширина — 28 мм.

## Порядок ношения
Награду «Ветеран военной службы» носят с левой стороны груди и размещают после медали «За содействие Вооружённым Силам Украины».